# Joseph R. Tanner
Joseph Richard „Joe“ Tanner (* 21. Januar 1950 in Danville, Illinois, USA) ist ein ehemaliger US-amerikanischer Astronaut.
Tanner kommt aus Danville, einer Kleinstadt knapp 200 Kilometer südlich von Chicago, genau an der Grenze zum Bundesstaat Indiana gelegen. Die Eltern besaßen dort 50 Hektar Land und Joe verbrachte dort zusammen mit seinen vier Brüdern die Kindheit. Joe hat britische Wurzeln, denn der Großvater mütterlicherseits stammt aus dem kleinen walisischen Dorf Llanddewi Brefi.
Nach der Grundschule besuchte Tanner die Danville High School, die er 1968 erfolgreich beendete. Zum Studium zog er zum westlich von Danville gelegenen Campus Urbana-Champaign, wo er an der University of Illinois das Fach Maschinenbau belegte. Als passionierter Schwimmer war Tanner Kapitän der Schwimmmannschaft der UIUC (University of Illinois at Urbana-Champaign). Das Department of Mechanical and Industrial Engineering der UIUC verlieh ihm 1973 einen Bakkalaureus.
Mit dem Abschluss seines Studiums trat Tanner in die US Navy ein und wurde zum Marinepiloten ausgebildet. 1975 wurde er als Pilot der A-7 „Corsair II“ dem 94. Angriffsgeschwader zugeteilt, das auf der Naval Air Station Lemoore in Kalifornien stationiert ist. Zusammen mit anderen Staffeln bildeten die „Mighty Strikes“ einen Flugverband, der auf dem Flugzeugträger „USS Coral Sea“ eingesetzt war. Schließlich beendete er als Ausbilder beim Trainingsgeschwader 4 in Pensacola (Florida) seinen aktiven Dienst in der Navy.
Im August 1984 wurde Tanner vom Johnson Space Center (JSC) im texanischen Houston als Flugzeugingenieur und Forschungspilot eingestellt. Auf dem nahegelegenen Ellington Field, dem Flugplatz des JSC, war er hauptsächlich mit der Ausbildung der Astronauten befasst. Er brachte den angehenden Shuttle-Piloten mit dem Shuttle Training Aircraft das Landen der Raumfähre bei. Außerdem war er als flugtechnischer Sicherheitsoffizier tätig und Leiter der Pilotenabteilung gewesen. Er hatte es bis zum Deputy Chief der Aircraft Operations Division des JSC gebracht, wo er den gesamten Flugzeugpark zu verwalten hatte, als er ins Astronautenkorps gewählt wurde.

## Astronautentätigkeit
Tanner verweist stets auf Shepards Flug mit Mercury-Redstone 3 im Mai 1961, wenn er gefragt wird, seit wann er Astronaut werden wollte. Um fliegen zu können, verpflichtete er sich für die Marine. Die Bewerbung als Raumfahrer war für ihn nur folgerichtig, denn schließlich sei ein Flug in die Erdumlaufbahn die höchste Form des Fliegens. Wie die meisten Astronauten brauchte Joe mehrere Anläufe, um ausgewählt zu werden. Als die 12. NASA-Gruppe 1987 gesucht wurde, hatte er es immerhin in die Endauswahl geschafft. Im März hatte ihn das JSC zu Bewerbungsgesprächen und medizinischen Untersuchungen eingeladen. Er wurde aber abgelehnt.
Zusammen mit 18 weiteren Kandidaten wurde Tanner Ende März 1992 der Öffentlichkeit vorgestellt. Ein halbes Jahr später begann für die 14. Astronautengruppe die einjährige Grundausbildung. Nach deren Beendigung war er ein vollwertiger Missionsspezialist und arbeitete zunächst im Shuttle Avionics Integration Laboratory (SAIL), bevor er im Januar 1994 für seinen ersten Raumflug aufgestellt wurde.
Der Shuttle-Flug STS-66 lief unter der Bezeichnung ATLAS-3, denn es war der dritte Einsatz des Atmospheric Laboratory for Applications and Science, den die Atlantis im November 1994 absolvierte. Dabei nahmen sieben Experimente, die bereits auf den vorangegangenen ATLAS-Missionen ihre Arbeit getan hatten, den solaren Energieausstoß und den Chemiehaushalt der Erdatmosphäre unter die Lupe. Bei dem Flug wurde auch für mehrere Tage der deutsche Träger SPAS ausgesetzt, der mit seinen zwei Geräten ebenfalls im Auftrag von ATLAS unterwegs war. Eines dieser Experimente stammte ebenfalls aus Deutschland – CRISTA (CRyogenic Infrared Spectrometers and Telescopes for the Atmosphere).

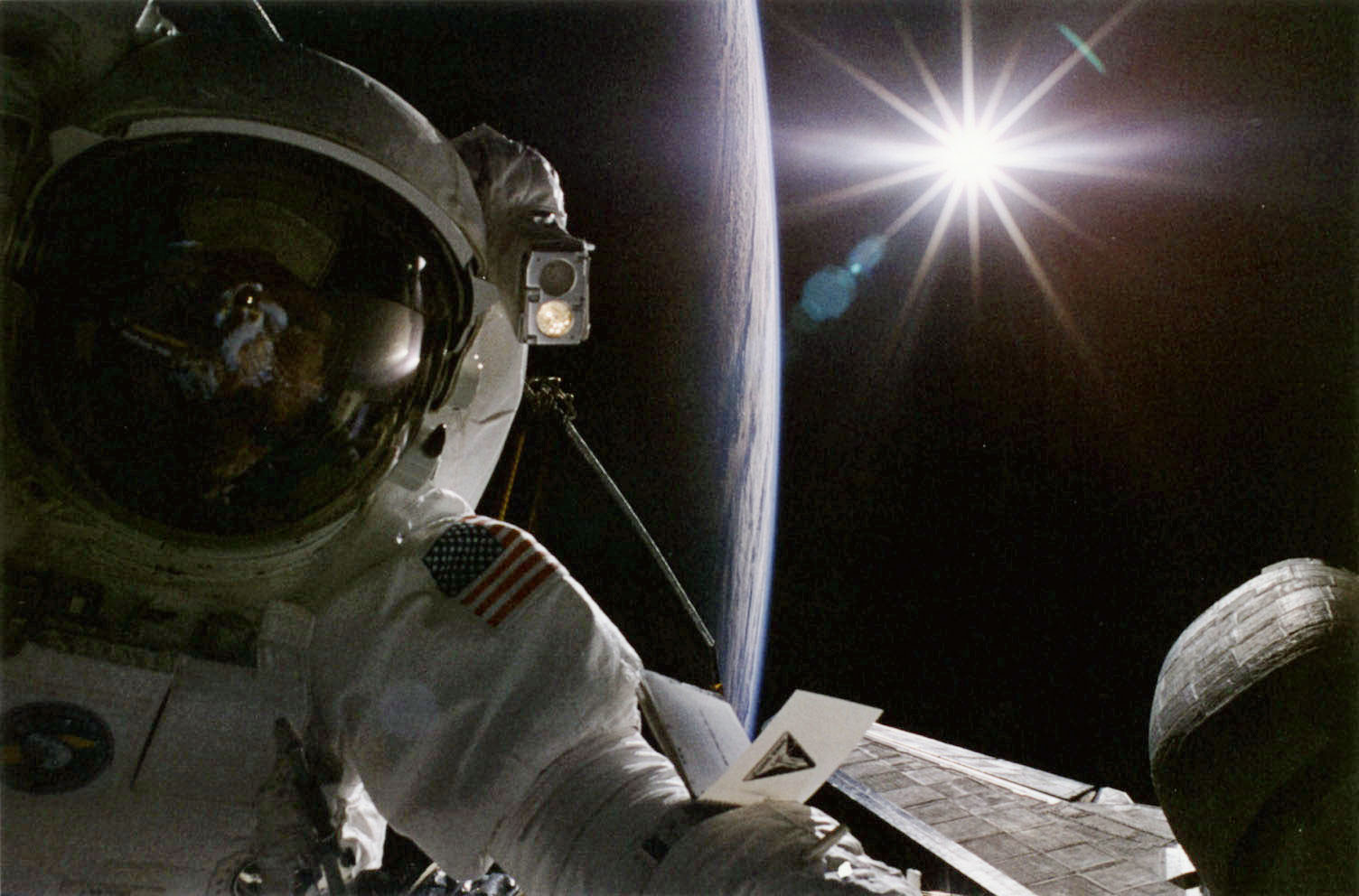
Tanner während eines Weltraumausstiegs

Ende Mai 1995 wurde Tanner zusammen mit den anderen drei Astronauten für STS-82 nominiert. Seitdem trainierte er für die Weltraumausstiege (EVAs), mit denen das Hubble-Teleskop repariert werden sollte. STS-82 führte im Februar 1997 notwendige Wartungs- und Reparaturarbeiten an dem sieben Jahre zuvor gestarteten Spiegelteleskop durch. Tanner bildete zusammen mit seinem Kollegen Harbaugh eines von zwei EVA-Teams. Die beiden tauschten bei zwei Ausstiegen mit zusammen 14 Stunden elektronische Teile von Hubble aus.
Nur wenige Monate nach seinem zweiten Raumflug bildete Tanner zusammen mit einem Dutzend anderer Astronauten eine Gruppe, die im Wassertank des JSC eingehend für Arbeiten außerhalb der künftigen Internationalen Raumstation (ISS) vorbereitet wurde.
Ab Herbst 1998 trainierte Tanner für seinen ersten Flug zur ISS. STS-97 brachte im Dezember 2000 eine Gitterstruktur zur ISS, die zur Stromversorgung der Station dient. Zusammen mit seinem Arbeitskollegen Noriega befestigte Tanner an drei Tagen das mit Solarzellen bestückte Element an der Raumstation. Insgesamt arbeiteten die zwei 19 Stunden im freien Weltraum.
Mit einer Erfahrung von fünf Ausstiegen mit einer Gesamtdauer von über 33 Stunden wurde Tanner 2001 die Leitung der EVA-Abteilung im Astronautenbüro übertragen.
Im Februar 2002 wurde Tanner der Besatzung des Shuttle-Fluges STS-115 zugeteilt, der am 9. September 2006 begann. Hauptnutzlast der Atlantis war das 16 Tonnen schwere Element P3/P4, mit dem die Raumstation erweitert wurde. Während der Mission unternahm Tanner zusammen mit Heide Stefanyshyn-Piper zwei Außenbordeinsätze von zusammen 13 Stunden. Sie montierten P3/P4 am P1-Träger, stellten alle notwendigen Verbindungen her und aktivierten ein Kühlsystem. Die Mission ging nach zwölf Tagen zu Ende.
Tanner verließ die NASA im August 2008. Er arbeitet nun als Lehrbeauftragter an der University of Colorado in Boulder, sowie als Selbständiger im Bereich Luft- und Raumfahrttechnik.
Joe Tanner und seine Frau Martha haben zwei erwachsene Söhne.